# Uso di strumenti e simboli nello sviluppo umano
Strumento e simbolo nello sviluppo del bambino (rapporto tra pensiero pratico e linguaggio)
(Lev Vygotskij, 'Il Processo Cognitivo', 1987, p. 43)

## Il ruolo dell'intelligenza pratica nello sviluppo umano prima di Vygotskij

### Wolfgang Köhler
Wolfgang Köhler è stato il primo a dedicarsi allo studio dell'intelligenza pratica. Egli, nel periodo del primo conflitto mondiale, condusse numerosi esperimenti dove pose a confronto il comportamento degli scimpanzé con tipi di risposta dei bambini. Köhler giunse alla conclusione che per gli scimpanzé è impossibile sviluppare la capacità di usare i segni come strumenti di conoscenza, per ciò l'intelligenza pratica è indipendente dall'uso di segni, quindi anche dal linguaggio. Questa dicotomia tra pensiero tecnico e linguaggio divenne il principio guida del lavoro sperimentale in questo campo. 

### Karl e Charlotte Bühler
Anche Karl Bühler [1918] pose a confronto il bambino e la scimmia. Egli studiò il modo in cui i bambini (tra i 10 mesi e i 2 anni di vita) interagiscono con gli oggetti, la loro capacità di sottodeterminare gli scopi e il modo in cui usano strumenti semplici. Bühler scoprì che a 10 mesi di vita il bambino ha un comportamento analogo allo scimpanzé: a quest'età il bambino sa tirare una cordicella a cui è attaccato un premio per procurarselo. Mentre bisogna aspettare il secondo anno di vita perché sappia sfilare un anello da un bastone, senza tirarlo inutilmente da un lato.
La figlia Charlotte Bühler [1930] scoprì che le prime manifestazioni dell'intelligenza pratica avvenivano già all'età di sei mesi, ma la complessità delle attività del bambino è limitata in ogni stadio specifico dal suo grado di sviluppo organico, e dal suo grado di padronanza nell'uso di strumenti. 
Per i Bühler gli inizi del linguaggio intelligente sono preceduti dal pensiero tecnico, tutto ciò però è un processo univoco: il linguaggio rimane, come nelle scimmie, separato dal pensiero tecnico e non lo ristruttura. Quest'analisi si scontra con le scoperte di Vygotskij, le quali rivelano l'integrarsi nel corso dello sviluppo del linguaggio e del pensiero pratico.

### Shapiro e Gerke
Shapiro e Gerke ripresero gli studi sul problem-solving condotti da Köhler sugli scimpanzé. Essi sottolineano il ruolo prevalente dell'esperienza sociale nello sviluppo umano. Quando un bambino è posto all'interno di un ambiente sociale imita il modo in cui gli altri (in particolar modo gli adulti) fanno uso di strumenti e oggetti, guardando il bambino si appropria dello schema motorio dell'attività. Questi schemi si definiscono progressivamente grazie all'accumulo di tutte le azioni simili che si fossilizzano nella sua mente.
Il concetto di esperienza sociale di Shapiro e Gerke è una mera ripetizione meccanica che serve solo a fornire al bambino degli schemi motori, essi non considerano i cambiamenti che avvengono nella struttura interna delle operazioni intellettuali del bambino, anche se sono costretti a notare come il linguaggio sia da supporto in questa attività di imitazione.

### Guillaume e Meyerson
Diversamente Guillaume e Meyerson [1930] giungono alla conclusione che il linguaggio abbia un'influenza sull'intelligenza pratica. Infatti nei loro esperimenti notarono che il comportamento delle scimmie nelle attività di problem-solving è simile a quello di persone sofferenti di afasia. Da ciò si può dedurre che il linguaggio svolge un ruolo essenziale nell'organizzazione delle funzioni psichiche tipicamente umane.

## La Rivoluzione Vygotskijana
Vygotskij si concentra sull'importanza della comprensione dell'attività pratica dei bambini nel momento in cui stanno cominciando a parlare. Il suo approccio materialista e dialettico allo sviluppo del bambino (ma anche allo sviluppo storico delle culture), che egli definisce sperimentale-evolutivo provoca artificialmente i presupposti di uno sviluppo psicologico che vuole rivelare i rapporti dinamico-causali che sono alla base delle espressioni di intelligenza specificamente umane. Vygotskij crede che l'uso strumentale dei segni, è un'attività prettamente umana, ed è il prodotto dello sviluppo storico del bambino profondamente correlato all'intelligenza pratica, e non due fenomeni paralleli e indipendenti.
(Lev Vygotskij, 'Il Processo Cognitivo', 1987, p. 43)
Il collaboratore di Vygotskij, Levina mise dei bambini di 4/5 anni in condizione di dover procurarsi un dolce che non potevano raggiungere direttamente, il bambino utilizzava il linguaggio per immaginarsi possibili soluzioni, ed evocare strumenti che non giacevano nel suo campo visivo, creando un maggior numero di possibili soluzioni, e in un momento successivo agiva di conseguenza. A differenza di quel che accade nelle scimmie che si limitano a considerare il campo visivo in funzione dello scopo. Nel caso in cui al bambino veniva impedito di parlare, ciò bloccava la sua attività pratica. Inoltre la difficoltà del compito era direttamente correlata alla quantità e alla complessità della produzione linguistica: più il compito era difficile, più il bambino faceva discorsi lunghi e complessi. Quando il compito presentato è troppo difficile i bambini si rivolgono all'ambiente esterno allo stesso modo con parole e con strumenti. Per Vygotskij questo esperimento dimostra che:
```
   1. il parlare del bambino e l'azione sono ugualmente importanti e convergono in una medesima funzione psichica
   2. l'importanza del linguaggio è maggiore quando la situazione è meno diretta
   3. Il linguaggio ha quindi una funzione metariflessiva, egli è contemporaneamente soggetto e oggetto del suo comportamento
```

Complicando la situazione di Levina in modo che il bambino non abbia accesso a strumenti, si manifestano forme di linguaggio sociale: il bambino chiede aiuto allo sperimentatore. Nel caso quest'ultimo si rifiuti di aiutarlo, il bambino rivolge il linguaggio sociale all'interno, chiedendo aiuto a sé stesso attraverso il linguaggio egocentrico. Questo esperimento, ripetuto con bambini più grandi, ci mostra che essi volgono direttamente all'interno il loro linguaggio sociale. Questo perché, al posto di chiedere aiuto all'adulto, i bambini iniziano a rivolgersi a sé stessi, aggiungendo al linguaggio una funzione intrapersonale a quella interpersonale. Quando ciò avviene essi riescono ad applicare a sé stessi un atteggiamento sociale, cioè la capacità del bambino di controllare il comportamento altrui attraverso la richiesta d'aiuto, si integra alla sua attività pratica.